# Peftjauawybast
Peftjauawybast or Peftjaubast là một vị vua Ai Cập cổ đại của Herakleopolis Magna dưới thời vương triều thứ 25.

## Tiểu sử
Ông dường như đã được bổ nhiệm làm tổng đốc của thành phố này dưới thời kỳ đồng nhiếp chính của pharaoh Osorkon III và con trai của ông ta Takelot III, vào năm 754 TCN. Sau khi Osorkon III qua đời được một thời gian, Peftjauawybast đã tự xưng làm vua, sử dụng tước hiệu hoàng gia và bắt đầu đề ngày tháng trên các công trình tưởng niệm kể từ "lễ đăng quang" của ông, mà có lẽ đã diễn ra vào khoảng năm 749 TCN. Có khả năng rằng Takelot III đã thừa nhận động thái này để đổi lại là lòng trung thành trên danh nghĩa của ông. Peftjauawybast còn cưới công chúa Irbastudjanefu, một người con gái của Rudamun, em trai và cũng là người kế vị của Takelot III, do đó gắn kết ông với vương triều thứ 23.
Có hai tấm bia dâng tặng của vị vua này đã được biết đến, cả hai đều có niên đại vào năm thứ 10 (năm trị vì cao nhất được biết đến của vị vua này, mặc dù vậy sự hiện diện của ông trên tấm Bia đá Chiến Thắng của Piye cho phép các nhà nghiên cứu mở rộng độ dài triều đại của ông hơn nữa), khoảng năm 740 TCN. Các tấm bia đá này đề cập tới một người vợ khác, hoàng hậu Tasheritenese, và hai người con gái, một trong số họ, Pediamennebnesttawy, là một Nữ ca sỹ của Amun. Peftjauawybast còn được chứng thực trên một bức tượng bằng vàng của vị thần Heryshaf, được tìm thấy ở Herakleopolis, và còn được miêu tả trên một bức tượng quỳ bằng đồng ngày nay nằm tại Bảo tàng Mỹ thuật Boston (inv.no. 1977.16).
Vào thời điểm Piye tiến hành chiến dịch chinh phục (729 TCN), miền Trung và Hạ Ai Cập đang bị tranh giành giữa hai thế lực: Piye và đồng minh/chư hầu của ông ta, và liên minh dưới sự lãnh đạo của vị pharaoh vương triều thứ 24 Tefnakht. Bởi vì Peftjauawybast trung thành với vị vua của Kush, quân đội của Tefnakht đã vây hãm Herakleopolis. Tuy vậy, Piye đã tiến quân tới Hạ Ai Cập và sau khi chiếm được Hermopolis ông ta đã tới giúp vị chư hầu của mình, người đã hân hoan chào đón ông ta.

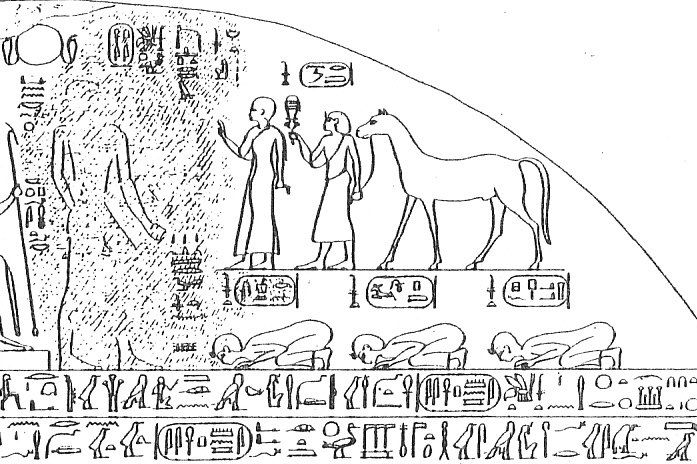
Chi tiết tấm Bia đá chiến thắng: Peftjauawybast là vị vua đang quỳ phía xa bên phải.

Peftjauawybast xuất hiện trên tấm bia đá chiến thắng của Piye được khai quật tại Jebel Barkal, trên tấm bia này ông được miêu tả là một trong bốn "vị vua" quy phục bởi vị vua chiến thắng người Kush; những người còn lại là Osorkon IV của Tanis, Iuput II của Leontopolis và Nimlot của Hermopolis.
Không rõ ai là người đã kế vị ông, bởi vì chúng ta không có ghi chép nào cho tới khi Pediese được bổ nhiệm làm tổng đốc của Herakleopolis vào giai đoạn đầu vương triều thứ 26, vài thập kỷ sau đó.